# Вторгнення на Тулагі (травень 1942)
Вторгнення на Тулагі — частина операції Мо, яке відбулося 3 — 4 травня 1942 року і є частиною стратегії Японської імперії в південно-східній частині Тихого океану в 1942 році. План передбачав захоплення військами Імператорського флоту Японії острова Тулагі та прилеглих островів в архіпелазі Соломонові острови. Окупація Тулагі була необхідна японцям для прикриття флангів і підтримки розвідувальних місій японських військ, що вели наступ на Порт-Морсбі в Новій Гвінеї, забезпечення більшого захисту великої японської військової бази в Рабаулі та мала слугувати як основна база для загрози комунікаціям між США та Австралію і Новою Зеландією.
За день до японського наступу з острова евакуювали підрозділи австралійських збройних сил. Проте наступного дня літаки з американського авіаносця, метою якого була протидія японському наступу на Порт-Морсбі, атакували японські сили захоплення Тулагі та знищили декілька десантних суден. Незважаючи на це, японці успішно захопили Тулагі та почали будівництво військово-морської бази.
Протягом наступних кількох місяців японці побудували базу дозаправки для гідролітаків на Тулагі й прилеглих острівах Гавуту і Танамбого, а в липні 1942 року почали будувати великий аеродром на сусідньому острові Гуадалканал.